# Longeville-lès-Metz

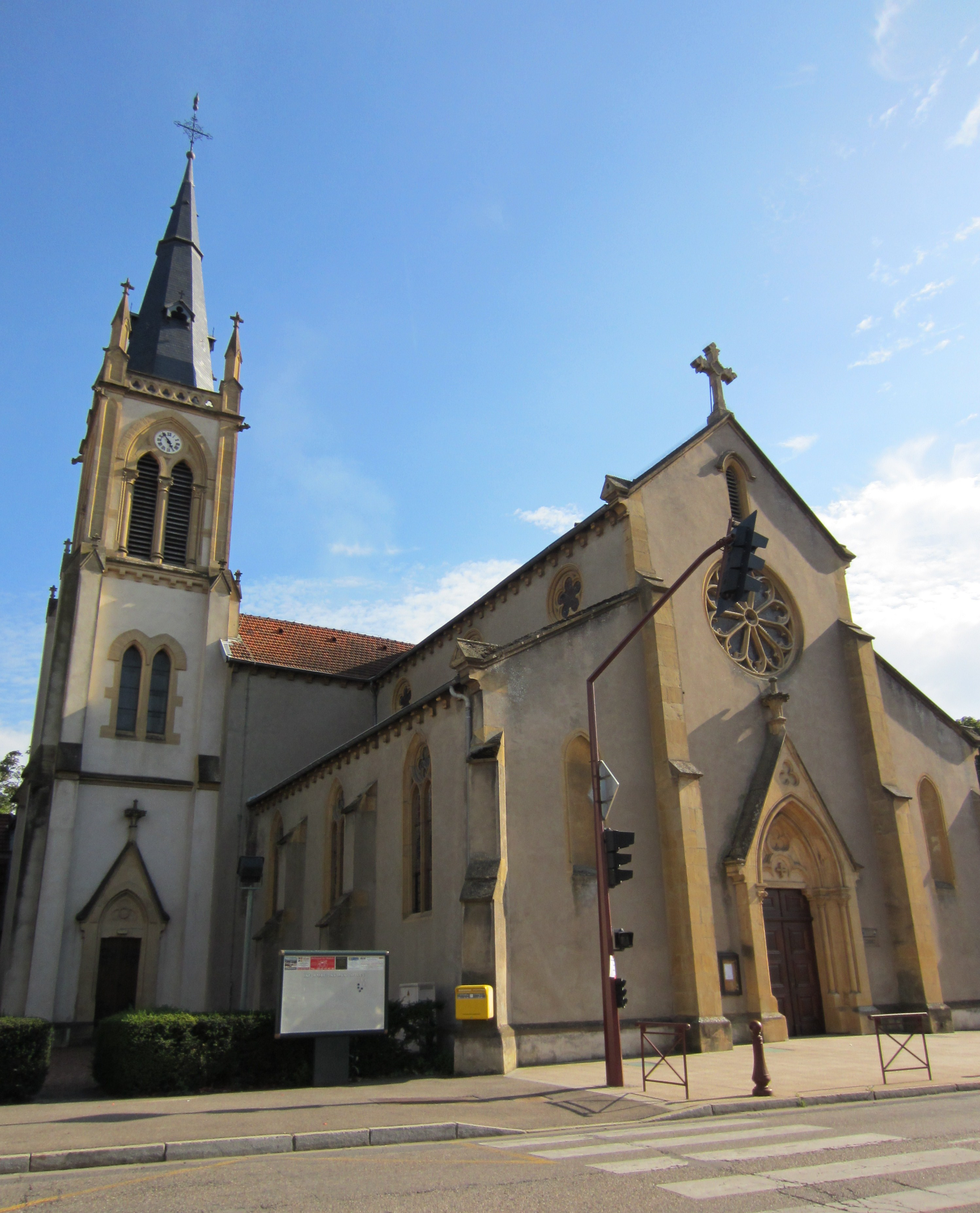
Kirche St. Quentin

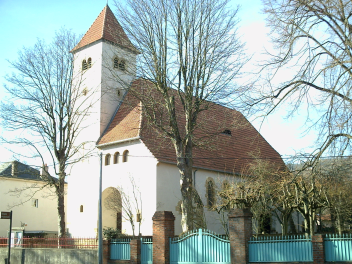
Protestantische Kirche

Longeville, alter Ortskern westlich der Stadt Metz auf der linken Seite der Mosel, auf einem Plan der Umgebung von Metz um 1900

Longeville-lès-Metz [lɔ̃ʒˈvil lɛ mɛs] (deutsch Longeville bei Metz) ist eine französische Gemeinde mit 4017 Einwohnern (Stand 1. Januar 2022) im Département Moselle in der Region Grand Est (bis 2015 Lothringen).

## Geographie
Die Gemeinde liegt in Lothringen, beiderseits der Mosel und grenzt unmittelbar südwestlich an Metz. Der alte Ortskern befindet sich links der Mosel, neuere Wohngebiete auf der rechten Moselseite, die zusammen mit anderen umliegenden Gemeinden und der Stadt Metz ein geschlossenes Siedlungsgebiet bilden. Der Haltepunkt Longeville-lès-Metz lag an der Bahnstrecke Conflans-Jarny–Metz.

## Geschichte
Der Ort wird schon 715 genannt; damals war Gorze hier begütert. Spätere Ortsbezeichnungen sind Longevilla (910), Longeiville (930), Lagneivilla (936), Longavilla (955), Lungeville devant Mets (15. Jh.) und Longueville (17. Jh.). Der Ortsname rührt von der ursprünglichen Siedlungsform des Dorfs her, das als Straßendorf von einem Kilometer Länge angelegt worden war. Die Ortschaft gehörte früher zum Bistum Metz.
1552 wurde der Ort zusammen mit der Metzer Region von Frankreich besetzt und annektiert, das sich den Besitz im Westfälischen Frieden bestätigen ließ.
Während des Deutsch-Französischen Kriegs übernachtete hier Kaiser Napoleon III. vom 14. bis 15. August 1870 vor seiner Abreise von Metz beim Obersten Henaque.
Durch den Frankfurter Frieden vom 10. Mai 1871 kam die Region an das deutsche Reichsland Elsaß-Lothringen, und das Dorf wurde dem Landkreis Metz im Bezirk Lothringen zugeordnet. Die Dorfbewohner betrieben starken Weinbau (2300 Hektoliter jährlich) sowie Obst- und Gemüsebau.
Gegen Ende des Ersten Weltkriegs wurde der Ort im November 1918 von französischen Streitkräften eingenommen. Nach Kriegsende musste die Region aufgrund der Bestimmungen des Versailler Vertrags 1919 an Frankreich abgetreten werden. Im Zweiten Weltkrieg war die Region von der deutschen Wehrmacht besetzt.
Von 1915 bis 1919 und noch einmal von 1940 bis 1944 trug der Ort den deutschen Namen Langenheim bei Metz.

### Demographie
Nach dem Frankfurter Frieden stieg die Bevölkerungszahl von 774 (1890) auf 1921 (1900) und 2518 Einwohner (1910); etwa 40 Prozent davon waren Soldaten und Angestellte der deutschen Armee.
| Jahr      | 1962 | 1968 | 1975 | 1982 | 1990 | 1999 | 2007 | 2019 |
| Einwohner | 4058 | 4379 | 4136 | 4078 | 4134 | 4012 | 3840 | 3955 |

## Sehenswürdigkeiten
- Kirche St. Quentin
- Protestantische Kirche

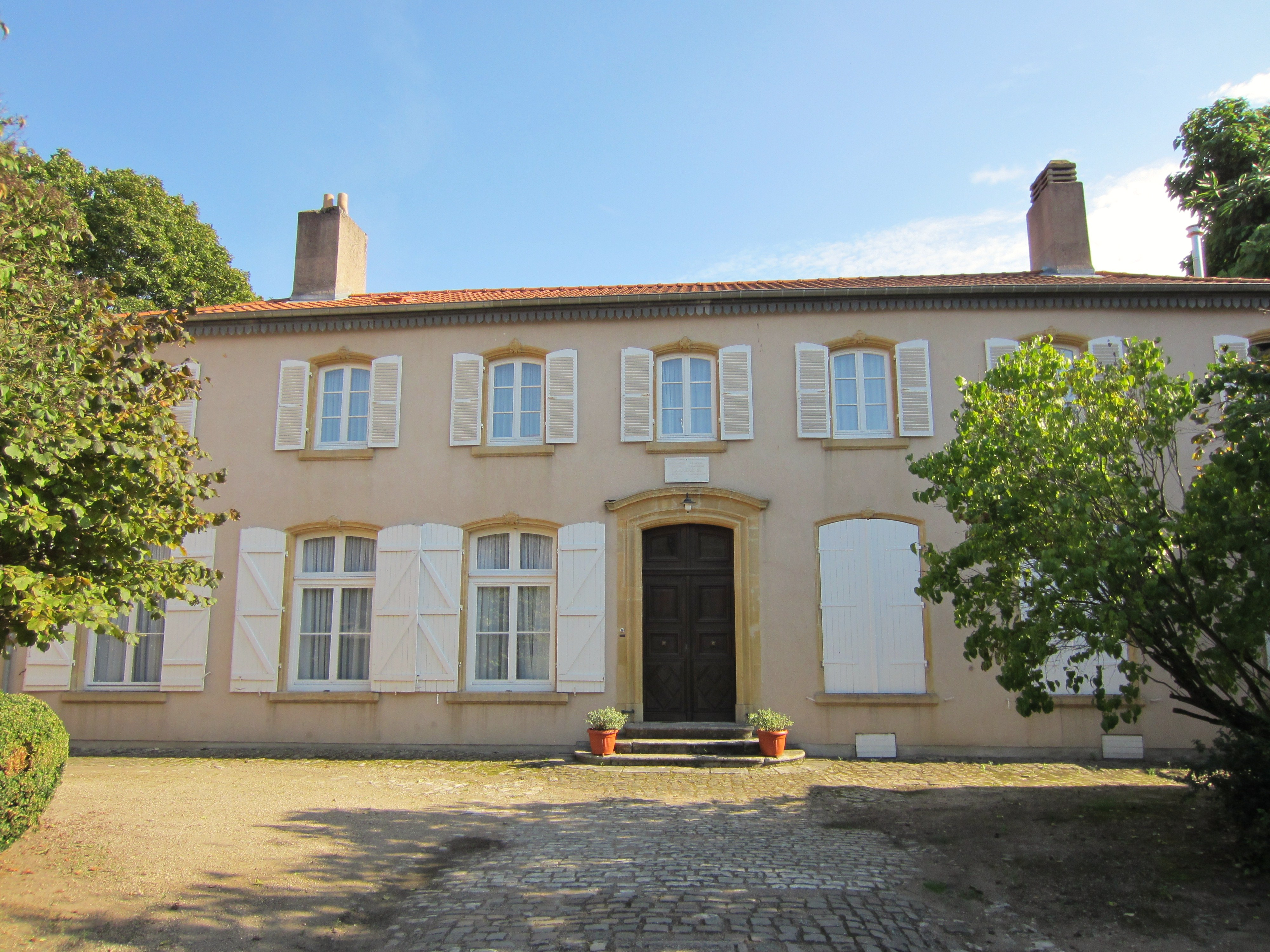
Napoleon-Haus
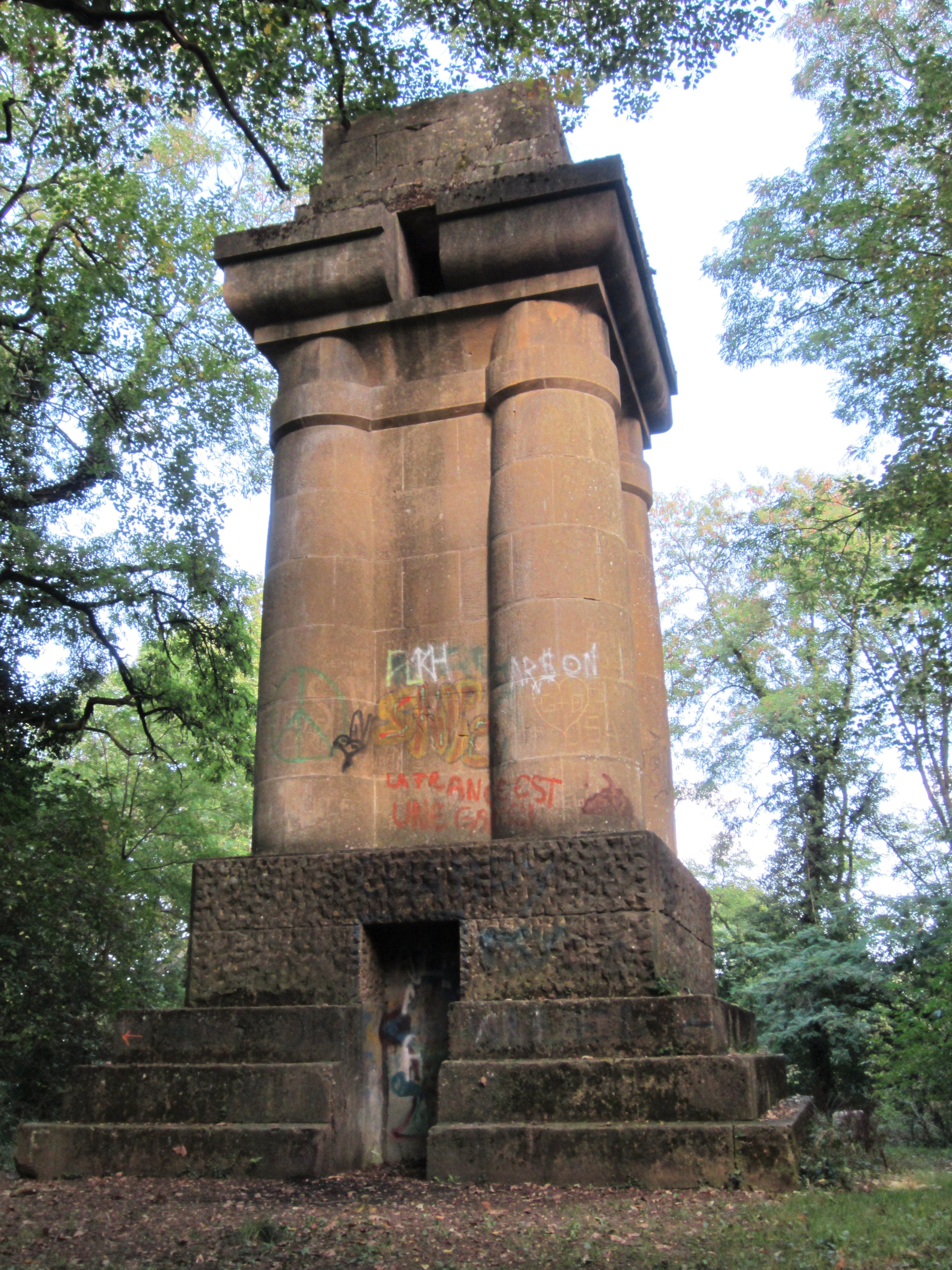
Bismarckturm

- Napoleon-Haus
- Bismarckturm

## Persönlichkeiten
- Karl Joseph August Migette (1802–1884), deutsch-französischer Maler, Kunstsammler und Hochschullehrer, verstarb hier[2]
- Frédéric Coubillier (1869–1953), deutsch-französischer Bildhauer
- Jean-François Clervoy (* 1958), französischer ESA-Astronaut
- Olivier Krumbholz (* 1958), Handballspieler und -trainer
- Aldo Berardi (* 1963), römisch-katholischer Ordensgeistlicher, Apostolischer Vikar des Nördlichen Arabien
- Ludovic Obraniak (* 1984), polnischer Fußballspieler